# Russia Open 2010
Die Russia Open 2010 im Badminton fanden vom 29. Juni bis 4. Juli 2010 in Wladiwostok statt.

## Austragungsort
- Sports Hall Olympic, Wladiwostok

## Finalergebnisse
| Disziplin    | Sieger                               | Finalist                          | Ergebnis            |
| ------------ | ------------------------------------ | --------------------------------- | ------------------- |
| Herreneinzel | Takuma Ueda                          | Stanislav Pukhov                  | 21–17, 21–17        |
| Dameneinzel  | Ayane Kurihara                       | Ella Diehl                        | 21–19, 21–19        |
| Herrendoppel | Vladimir Ivanov Ivan Sozonov         | Vitali Durkin Alexandr Nikolaenko | 21–17, 10–21, 21–18 |
| Damendoppel  | Valeria Sorokina Nina Vislova        | Yuriko Miki Koharu Yonemoto       | 21–18, 21–18        |
| Mixed        | Alexandr Nikolaenko Valeria Sorokina | Vitali Durkin Nina Vislova        | 8–21, 21–14, 21–16  |